# Ayas
Ayas  (Ayâs in patois valdostano, Ajats in walser) è un comune italiano sparso di 1 379 abitanti della Valle d'Aosta.

## Geografia fisica

### Territorio
Il comune di Ayas occupa la parte alta della valle omonima ai piedi delle grandi vette appartenenti alle Alpi Pennine, che segnano il confine italo-svizzero, separandolo da Zermatt, nella Mattertal (Canton Vallese). Le cime più importanti fanno parte del massiccio del Monte Rosa e sono il Castore (4.226 m), il Polluce (4.091 m) e il Breithorn (4.165 m) che danno origine, tra l'altro, al Grande Ghiacciaio di Verraz, principale bacino di alimentazione del torrente Évançon che percorre tutta la Val d'Ayas e sfocia nella Dora Baltea.
Altra importante vetta è lo Zerbion, montagna a forma piramidale alta 2.720 m che sovrasta l'abitato di Ayas e separa questo Comune da quello di Saint-Vincent.
- Classificazione sismica: zona 4 (sismicità molto bassa)[6]

### Flora e fauna
Per quanto riguarda la flora, il paesaggio di Ayas è dominato dalle varie specie di flora alpina, come il mirtillo rosso (Vaccinium vitis-idaea), la genziana (Gentiana kochiana) e l'anemone (Anemone vernalis). Gli alberi che prevalgono nei boschi sono l'abete rosso (Picea excelsa), il pino cembro (Pinus cembra) e il larice (Larix decidua).
Le specie faunistiche che abitano il territorio di Ayas sono molto varie. Si possono trovare nelle zone lontane dai centri abitati le marmotte, nei boschi gli scoiattoli, i lupi e le volpi e a volte nei cieli le aquile reali. Inoltre i fiumi e i laghi sono caratterizzati dalla presenza di pesci d'acqua dolce, come le trote marmorate.

### Clima
Il clima è di tipo montano. Presenta inverni freddi ed estati fresche. Le precipitazioni sono più frequenti nelle stagioni intermedie. Durante la stagione estiva sono di tipo temporalesco, in quella invernale sono esclusivamente nevose. Essendo collocato in una valle con orientamento Nord-Sud, gode di buona insolazione durante tutto l'anno.

## Origini del nome
Il toponimo latino, testimoniato a partire dal medioevo, è Agatius, che sembrerebbe essere il nome del primo colono romano. Tuttavia l'etimologia del termine è incerta, sono molte le opinioni. Per esempio, in omofonia con il toponimo del torrente Ayasse, nella valle di Champorcher, Ayas potrebbe derivare dall'aggettivo latino aquaticum e indicare quindi un corso d'acqua. Secondo un'altra ipotesi potrebbe derivare da giàs, in dialetto piemontese il recinto del gregge (cfr "addiaccio").

## Storia
Per quanto riguarda i primi insediamenti umani nella valle, si pensa che Ayas fosse popolata inizialmente dai Salassi. Questi si dedicarono all'agricoltura, all'allevamento, alla caccia e alla pesca fino alla conquista dei Romani (intorno al 25 a.C.). La Val d'Ayas divenne un'importante via di passaggio verso gli altri territori dell'Impero. In seguito questo suo ruolo si consolidò e i rapporti con il Vallese aumentarono.
Verso il 515, all'epoca della dominazione delle Alpi occidentali da parte dei Burgundi, il territorio di Ayas divenne parte dei territori (secoli dopo istituiti in feudo) controllati dai monaci di San Maurizio, che risiedevano nell'abbazia di Saint-Maurice d'Agaune (in Vallese). In questo contesto si impose ai montanari della zona il cristianesimo, al quale erano stati fino ad allora estranei. È in questo periodo che furono costruite le prime chiese e le strade che collegavano i villaggi si intensificarono. A questa data risale la prima testimonianza certa di Ayas. In seguito il controllo della Chiesa su Ayas si rafforzò, fino a che il Papa con la bolla del 1176 non diede al Vescovo di Aosta Aimone di Quart tutto il controllo della vallata, che era parte del Ducato di Aosta ma gestita dal potere ecclesiastico che vi possedeva varie parrocchie.
Verso il 1200, le terre della famiglia di Graines, che controllava allora Ayas, furono vendute alla famiglia di Challant, visconti di Aosta. La vallata prese allora il nome di Vallée de Challant-Ayas. Tuttavia non fu solo questa potente famiglia feudataria a controllare la valle, ma anche l'abbazia di Saint-Maurice d'Augaune, che aveva l'alta sovranità sulle terre e a cui gli Challant continuarono a riconoscere l'alta signoria. Gli Challant governarono sulla Val d'Ayas fino al XVIII secolo, quando la famiglia, in declino, ne perse il controllo.
Durante il medioevo, e specificamente a partire dal XII secolo, un flusso migratorio di popolazioni walser, di origine germanica, interessò la vallata, in particolare Saint-Jacques, localmente chiamato Canton des Allemands (Cantone dei Tedeschi). Questo cambiamento lasciò tracce nell'architettura, simile a quella del Vallese e dell'alta valle del Lys, e nella lingua, in quanto il patois dell'alta val d'Ayas presenta una fonetica e un lessico molto particolare rispetto agli altri patois valdostani. A differenza della vicina valle del Lys, questo territorio restò tuttavia arpitano, a riprova del fatto che la popolazione locale era preesisente alla colonizzazione walser. L'arrivo dei coloni di lingua alamanna fu favorito da una fase di clima più caldo dell'attuale, in cui i passi erano sgombri da ghiacci, le foreste arrivavano anche quote di 2500 metri e l'agricoltura si praticava fino a quote molto elevate. Questa situazione, che aveva reso la zona prospero luogo di passaggio di ricche carovane commerciali, persino indicata su antiche mappe geografiche come Aiazzo o Krämerthal ("valle dei mercanti", in lingua tedesca), complice l'assenza di pedaggi sui colli del Teodulo, delle Cime Bianche, della Bettaforca e altri, venne meno con la "piccola età glaciale" che a partire dalla fine del Cinquecento chiuse i valichi e fece avanzare i ghiacciai. La vita della popolazione locale si fece pertanto più dura e isolata.
Come tutti gli altri comuni della Valle d'Aosta, anche Ayas fu colpito da flussi emigratori alla fine del XIX secolo e l'inizio del XX secolo. I principali paesi verso cui si diressero gli Ayassins sono la Francia e la Svizzera.
Durante i due conflitti mondiali, furono molti gli uomini di Ayas ad essere richiamati nell'esercito. Nel ventennio fascista si creò un sentimento di ostilità nei confronti del regime e nel 1944 ci fu una piccola azione partigiana. Inoltre i tedeschi arrivarono fino ad Ayas. Nel 1939 il toponimo venne italianizzato in Aias.
Dopo la seconda guerra mondiale ci fu una ripresa economica e si avviò l'attività turistica ad Ayas, che portò alla costruzione di alberghi, case, strade e ad un cambiamento di economia.
Un altro evento importante per Ayas, risalente al XX secolo, è la divisione della parrocchia, da cui nacquero la parrocchia di Antagnod e quella di Champoluc.

### Simboli
Lo stemma comunale e il gonfalone sono stati concessi con decreto del presidente della Repubblica del 17 maggio 1983.
(D.P.R. 17 maggio 1983)
Il leone d'oro in campo rosso e nero costituisce una variante dello stemma regionale (partito di rosso e di nero, al leone d'argento attraversante sulla partizione); la torre ricorda il passato feudale, quando il territorio di Ayas ricadeva nella giurisdizione del castello di Graines; il sabot è il tipico zoccolo in legno realizzato dagli artigiani locali. Il Monte Rosa domina a nord il bacino di Ayas.
Il gonfalone è un drappo partito di bianco e di azzurro.

## Monumenti e luoghi d'interesse

### Architetture civili
La Val d'Ayas è stata, nel corso della sua storia, molto influenzata dalla Chiesa. Per questo si contano più di venti edifici religiosi, tra chiese, cappelle, santuari, grotte e tabernacoli, tutti affrescati e legati a qualche particolare artistico. Inoltre i fedeli di Ayas hanno fatto affrescare alcune case quindi non è raro che passeggiando ci si imbatta in affreschi con rappresentazioni della Madonna, di Gesù, di santi e della Sacra Famiglia.
Per quanto riguarda invece l'architettura popolare, la costruzione popolare per eccellenza è il rascard (di origine walser). I materiali predominanti sono la pietra e il legno, materiali di cui il territorio è ricco. Questi sono uniti in forme semplici, ma eleganti, che formano la casa popolare di Ayas, che fungeva sia da abitazione sia da stalla e fienile. Essa è caratterizzata dalla presenza di due o più piani. Quello inferiore è solitamente in pietra, diviso da quello superiore in legno tramite l'elemento architettonico del fungo (che serviva per impedire ai ratti di salire al piano abitato). Il tetto, con uno scheletro composto da tronchi d'albero, è ricoperto dalle lose, pietre piatte tipiche del paesaggio walser. In queste costruzioni ci sono molti elementi artistici caratteristici e variabili, come le rifiniture in legno, le porte ad arco a tutto sesto, le grate alle finestre. Tuttavia non c'è uno stile unico, poiché la fantasia contadina ha dato per secoli costruzioni del tutto uniche.
- A Antagnod, sono d'interesse la costruzione stereometrica detta Casa Merlet e la Casa Challant (o Maison Fournier), sita sulla strada principale, che ospitò nel XV secolo un castellano della potente famiglia degli Challant
- La Villa Rivetti si trova ad Antagnod. Essa è stata voluta dall'industriale biellese Giuseppe Rivetti ed è stata costruita nel 1924. Oggi ospita il municipio di Ayas
- L'antico borgo di Champoluc raccoglie antichi edifici e antichi affreschi
- II borgo antico di Antagnod, in cui si trovano la biblioteca comunale, alcuni antichi edifici e alcuni affreschi
- Il Rû Courtaud, antico ru che serviva per portare l'acqua da Saint-Jacques a Saint-Vincent

### Architetture religiose

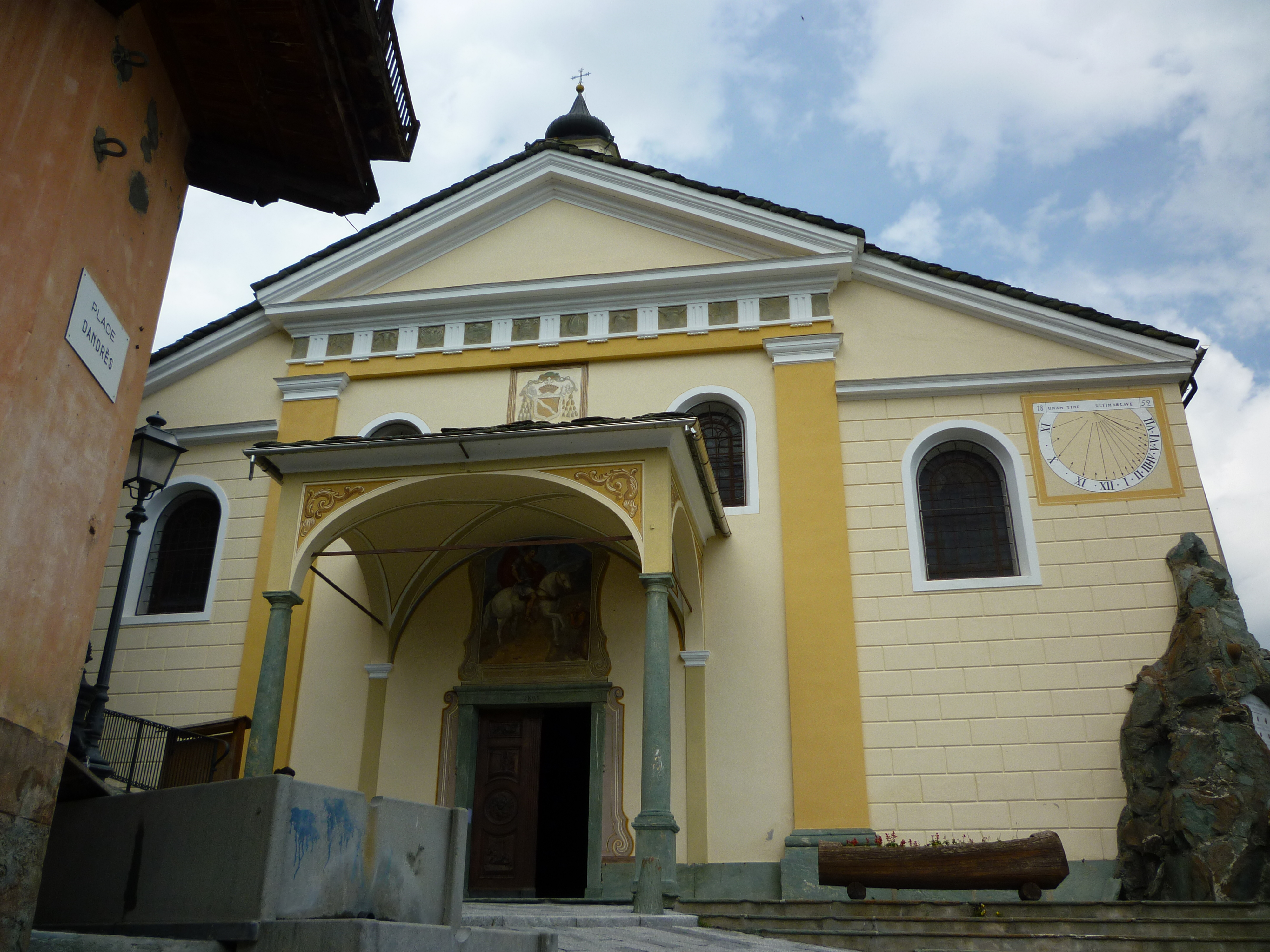
La facciata della chiesa di Antagnod (piazza François-Marie Dandrès).

- La chiesa di San Martino di Tours a Antagnod è un'interessante costruzione religiosa con un campanile a bulbo che si affaccia sulla piazza François-Marie Dandrès. Proprio il parroco Dandrès la volle ampliare e quindi la chiesa che vediamo oggi è quella voluta dal rettore. Interamente affrescata all'interno, essa ospita alcune opere d'arte sacra. La più importante è l'altare maggiore. Esso è tutto ciò che rimane della vecchia Chiesa e rappresenta il più imponente e il più ricco di tutti gli altari barocchi della Valle d'Aosta: è interamente intagliato nel legno, dipinto ed in gran parte dorato ed è diviso in senso orizzontale in tre zone. La zona inferiore e la zona superiore sono state fatte dagli intagliatori Valsesiani Gilardi e Minaldi nel 1713. È stato effettuato sull'altare un restauro conclusosi nel 2011.
- La chiesa di Sant'Anna a Champoluc oggi ospita un cinema, ma un tempo era la principale chiesa del villaggio. Una prima cappella in onore di Sant'Anna è stata costruita nel 1715, mentre l'attuale è stata voluta dal parroco François-Marie Dandrès nel 1836. Sopra il portone ottocentesco si può ancora vedere l'affresco circolare raffigurante Sant'Anna che insegna le Sacre Scritture a Maria, alle loro spalle si può notare San Gioacchino. L'altare ligneo e i dipinti della vecchia chiesa sono custoditi oggi all'interno del nuovo edificio religioso, accanto al vecchio.
- La chiesa di San Giacomo a Saint-Jacques è secondo la tradizione antichissima. All'inizio si trovava una piccola cappella, ingrandita poi per volere di Papa Alessandro VI nel 1500. In seguito i ricchi mercanti del villaggio la fecero affrescare, ma poiché era più bassa del livello della strada, le varie alluvioni ne distrussero gli affreschi. Oggi è stata sopraelevata e si possono osservare i resti interni degli affreschi e le pareti esterne. Nella stessa piazza dove si erge questa chiesa si trova una grotta simile a quella di Lourdes, al cui interno c'è una statua della Madonna.

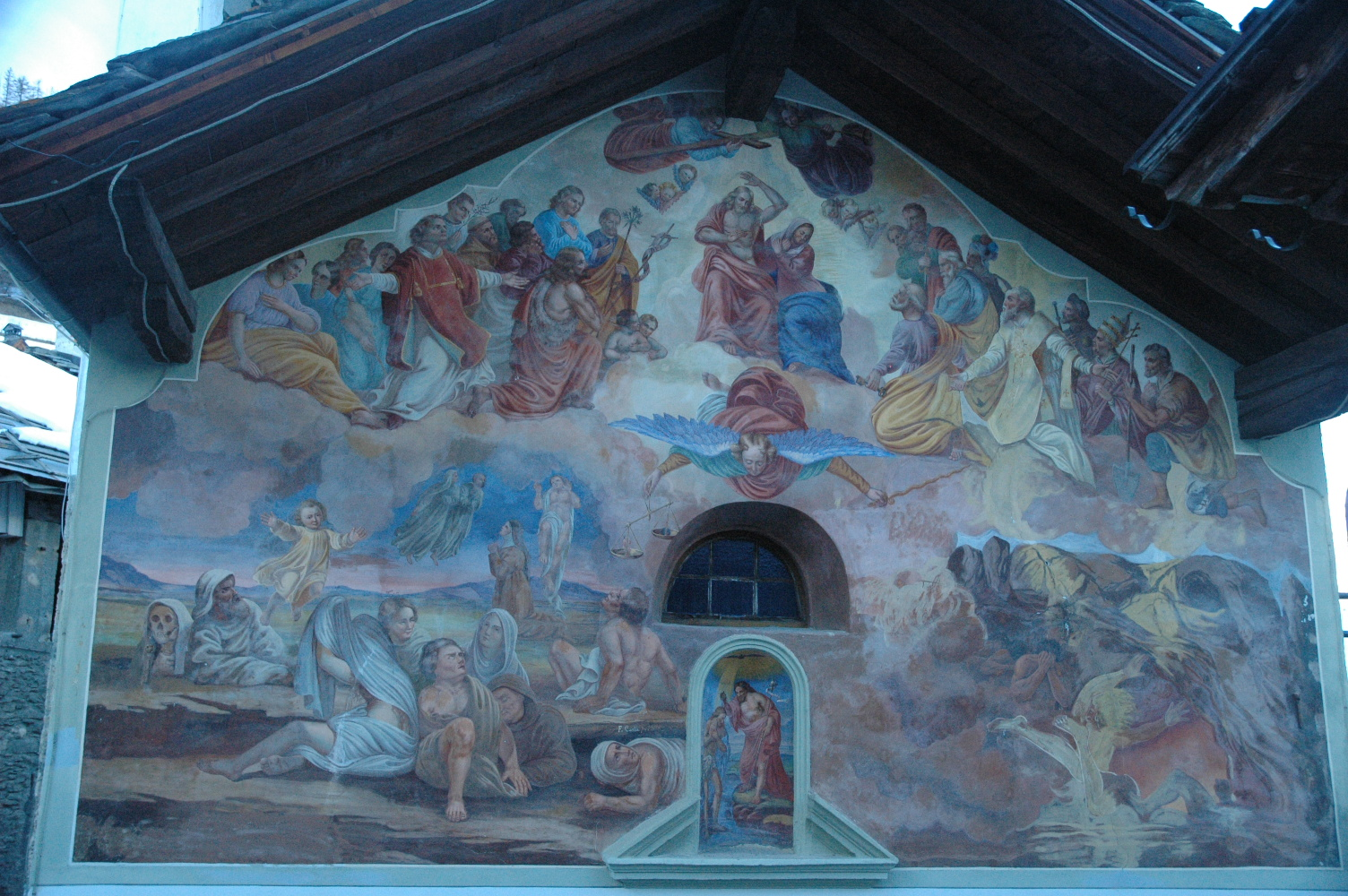
Il Giudizio universale sulla facciata della chiesa di Lignod.

- Il santuario di Barmasc come lo si vede oggi risale al 1744. In origine era in onore di Santa Maria Maddalena, ma i fedeli di Ayas lo hanno sempre chiamato Notre-Dame de Barmasc. Per questo il parroco François-Marie Dandrès chiese di poter cambiare nome al santuario e nominarlo Notre-Dame du Bon-Secours (dal francese, Vergine del buon Soccorso). Al suo interno si trovano opere di arte sacra e l'altare su cui poggia un quadro protagonista di una popolare leggenda.
- La chiesa dell'Addolorata a Lignod è stata ingrandita nel 1777 da Jean-Baptiste Prince. Tuttavia il Giudizio Universale della facciata risale al pittore Franz Curta di Gressoney-Saint-Jean, che lo dipinse nell'Ottocento. Questo affresco è impostato secondo alcuni sul modello del Giudizio Universale di Michelangelo Buonarroti.
- Chiesa di San Giovanni Bosco presso la frazione Pracharbon.
- Chiesa di Santa Maria Immacolata presso la frazione Périasc.

### Architetture militari
- Accanto alla chiesa di Antagnod è situato il monumento ai caduti, oltre il quale si apre il cimitero le cui cappelline più antiche custodiscono alcuni affreschi religiosi.

## Società

### Evoluzione demografica
Abitanti censiti

### Tradizioni e folclore
L'arte del lavoro del legno dei sabotiers d'Ayas è rinomata per la fabbricazione dei Sabot, chiamati in patois locale tsôques.
Sono molte le leggende popolari che si raccontano sui villaggi e su alcuni luoghi, come la cappella di Salus, che racconta la nascita dell'omonima cappella, o l'eremo di Résy.

### Lingue e dialetti
Anche in questo comune, come nel resto della Valle d'Aosta, è diffuso il patois valdostano, un dialetto francoprovenzale. Nel comune di Ayas è diffuso inoltre un gergo, argot in francese, elaborato dai sabotiers.

## Geografia antropica

### Frazioni
Suddivisione per iniziale:
- Antagnod (sede comunale), Arpeillaz;
- La Barmaz, Barmasc, Bisous, Blanchard, Le Bochoney, Borbey, Bossoulaz, Brenguey, Le Brusal;
- Champlan, Champoluc, Le Collet, Contenéry, Corbet, Corneuil, Le Cornu, Le Cortot, Crestérésat, Le Crest, Crest-Forné, La Croisettaz, La Croix, Les Croües, Cunéaz, Charchérioz-Dessus, Charchérioz-Dessous, Les Charvalines, Les Chavannes, La Cuccaz, Cères, Les Cimes-Blanches;
- Les Droles;
- Estoul, Èriu;
- Les Fiéry, La Fourcaz-Dessus, La Fourcaz, Le Frachey, France, Les Fusines;
- Les Gavines, Les Goïls-Dessus, Les Goïls-Dessous, Le Grand Tournalin, Granaz, Les Grangettes, Granon;
- Le Lac-Vert, Lasertaz, Le Lavassey-Dessus, Le Lavassey, Lignod, Lillaz, Lunasc;
- Magnéaz, Magnéchoulaz, Mandrou, Mascognaz, Massuquin, Le Mase, Messan, Messanet, Meytéres, La Moléraz, Le Moulin-de-Po;
- Nanaz-Dessus, Nanaz-Dessous, Le Néal-Dessus, Le Néal-Dessous;
- L'Osel, L'Olivaz, Ostafaz-Dessus, Ostafaz-Dessous;
- Palenc, Palouettaz, Palud, Périasc-d'Aval, Périasc, Le Lac-de-Perrin, Les Péyoz, Le Pian-de-la Sal, Le Pian-de-Chanchavellat, Pian-Long, Pian-Péraz, Pianes, Pieit, Pilaz, Le Pillonet, Portolaz, Praz-Sec, Praé, Pracharbon;
- Ramére-Dessus, Ramére-Dessous, Les Ramey, Le Rangassey, Ravére-Dessus, Ravére-Dessous, Résy, Revé, Rollin, La Rongéaz, Rovinal;
- Sachiel, Saint-Jacques-des-Allemands, Saler, Salerin, Soudat, Soussun;
- Taconet, Le Tantané, Tavélaz, Le Tournalin-Dessus, Le Tournalin-Dessous, Le Trochey;
- Les Vagères, Vascochaz, La Vardaz, Vachères, Le Vasé, La Ventinaz, Verraz-Dessus, Verraz-Dessous, Véret, Le Vieil, Les Villy.

### Istituzioni, enti e associazioni
A Champoluc si trova la sede della Société des guides d'haute montagne Champoluc - Ayas, società di guide alpine per l'alta val d'Ayas.

## Cultura

### Istruzione
Nel comune di Ayas si trovano le istituzioni scolastiche di base, materne e elementari.
Ad Antagnod, in Route Barmasc, ha sede la biblioteca comunale.

### Musei
- Il Museo di arte sacra, ospitato nella cappella del cimitero di Antagnod.

## Economia
L'attuale economia del comune è molto diversa rispetto a quella di un secolo fa. Infatti oggi si concentra prevalentemente sulle attività turistiche, per questo ci sono su tutto il territorio alberghi, ristoranti, bar, negozi, rifugi e altre attività del settore terziario. Molto importanti per l'economia, sono gli impianti sciistici del Monterosa Ski. Sono presenti inoltre attività artigianali, come la lavorazione del legno finalizzata alla realizzazione di vari oggetti, tra i quali gli zoccoli denominati sabot,
oltre a quelle agricole.
In base alla dichiarazione dei redditi del 2006, attualizzata nel 2007, Ayas è il comune più ricco d'Italia: in media i cittadini vivono con oltre 66.000 € a testa. Il risultato è favorito anche dal fatto che il fondatore di Fastweb, Silvio Scaglia, risiede in questo comune.

### Turismo
L'attività principale di Ayas è il turismo. Quindi nel corso dell'anno sono molte le attività che il comune e i residenti propongono ai villeggianti per far scoprire loro le bellezze del territorio e della cultura di Ayas. Bisogna ricordare inoltre che ci sono due impianti sciistici, quello di Antagnod e quello di Champoluc. Antagnod è stato inserito nell'edizione 2008 della guida I Borghi più belli d'Italia.
Nicolas Sarkozy e Carla Bruni hanno più volte soggiornato a Ayas.

## Amministrazione
Ayas fa parte dell'Unité des Communes valdôtaines Évançon.
Di seguito è presentata una tabella relativa alle amministrazioni che si sono succedute in questo comune.
| Periodo           | Periodo           | Primo cittadino | Partito      | Carica              | Note   |
| ----------------- | ----------------- | --------------- | ------------ | ------------------- | ------ |
| 29 maggio 1985    | 24 maggio 1990    | Guido Becquet   | -            | Sindaco             | [ 18 ] |
| 24 maggio 1990    | 30 ottobre 1993   | Guido Becquet   | -            | Sindaco             | [ 18 ] |
| 30 dicembre 1993  | 16 marzo 1994     | Saverio Favre   |              | Comm. pref.         | [ 18 ] |
| 16 marzo 1994     | 14 giugno 1994    | Alfredo Favre   |              | Comm. straordinario | [ 18 ] |
| 14 giugno 1994    | 1º giugno 1998    | Davide Merlet   | -            | Sindaco             | [ 18 ] |
| 1º giugno 1998    | 10 giugno 2003    | Giovanni Alliod | lista civica | Sindaco             | [ 18 ] |
| 9 giugno 2003     | 20 ottobre 2005   | Renato Becquet  | lista civica | Sindaco             | [ 18 ] |
| 30 maggio 2006    | 16 maggio 2011    | Giorgio Munari  | lista civica | Sindaco             | [ 18 ] |
| 16 maggio 2011    | 17 novembre 2015  | Giorgio Munari  |              | Sindaco             | [ 18 ] |
| 17 novembre 2015  | 15 maggio 2016    | Giuseppe Obert  |              | Sindaco             | [ 18 ] |
| 16 maggio 2016    | 20 settembre 2021 | Alex Brunod     |              | Sindaco             | [ 18 ] |
| 21 settembre 2021 | in carica         | Alex Brunod     |              | Sindaco             | [ 18 ] |

## Sport
In questo comune si gioca a tsan, caratteristico sport tradizionale valdostano.

## Galleria d'immagini

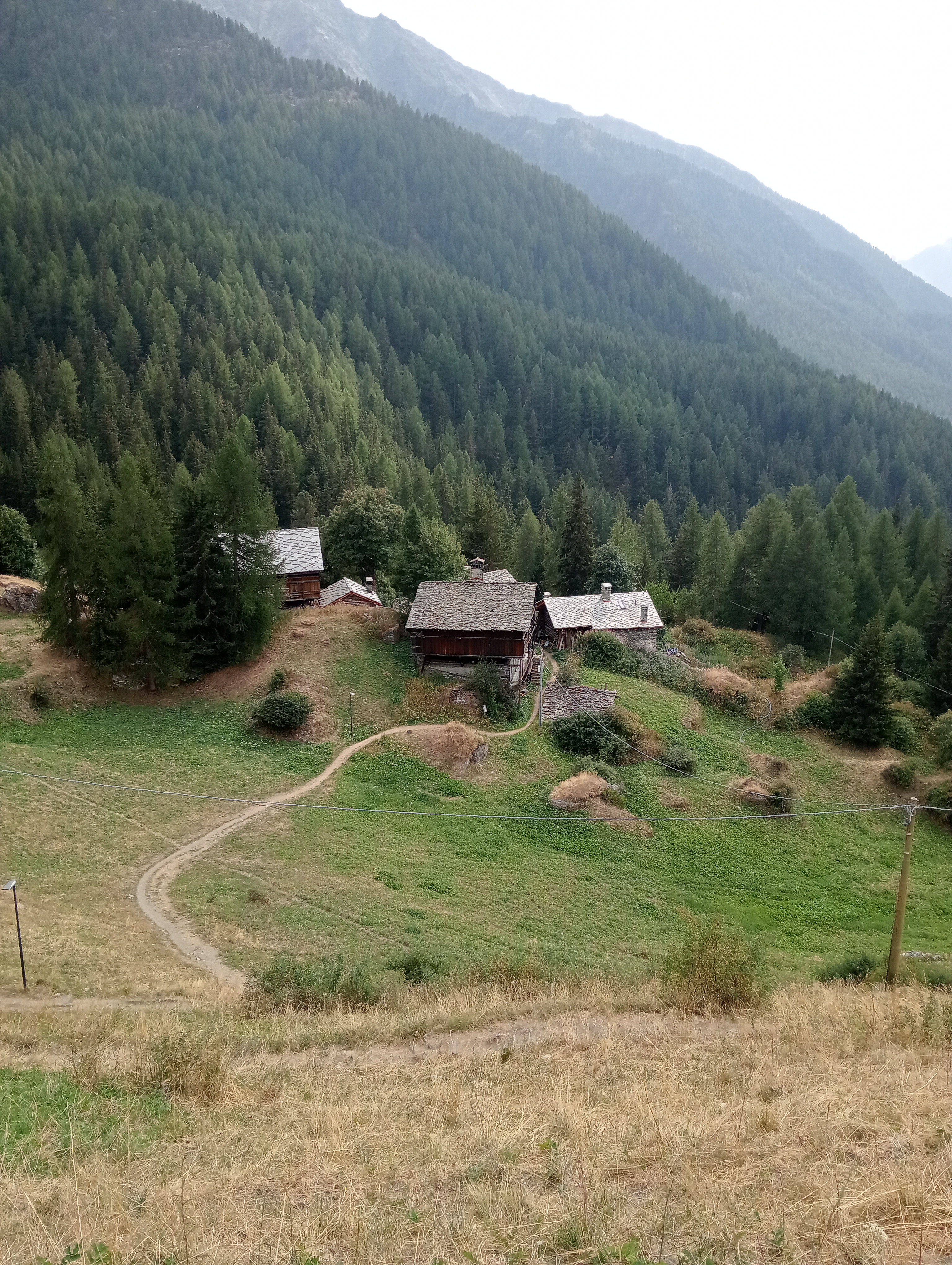
Il villaggio di Frantze
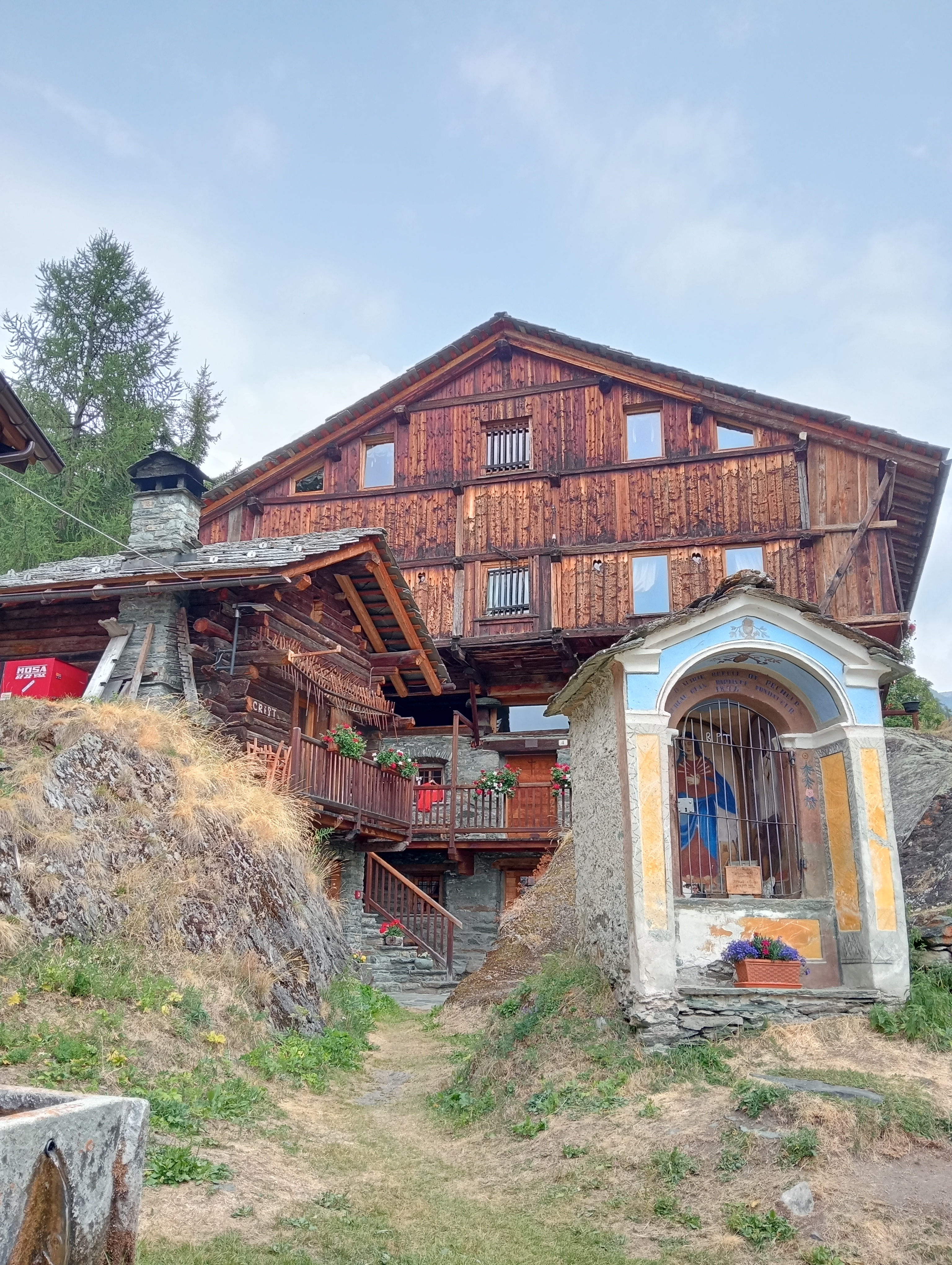
Architettura walser a Frantze
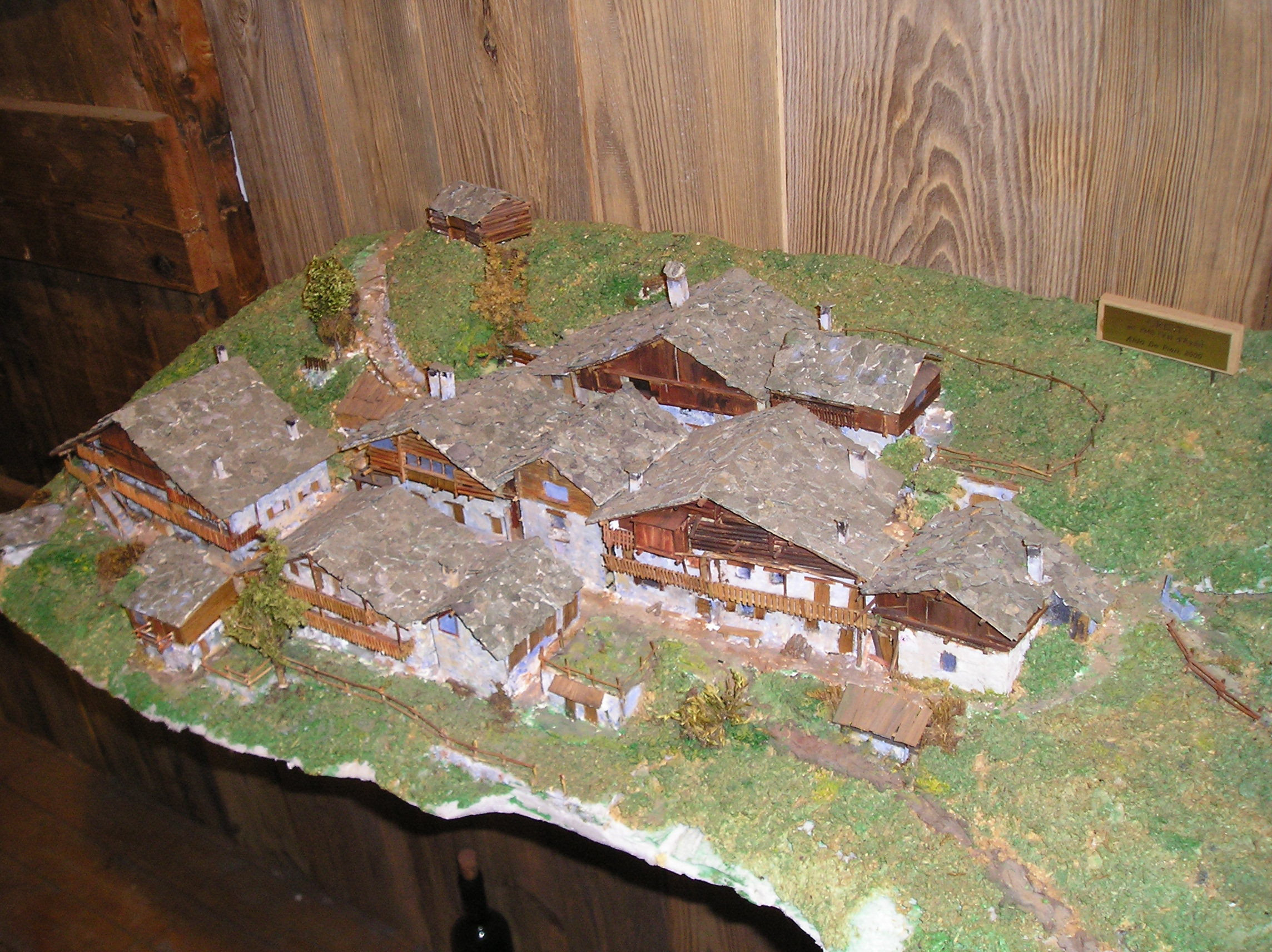
Plastico raffigurante Crest, un villaggio walser sopra Champoluc sulla sinistra orografica della Val d'Ayas.
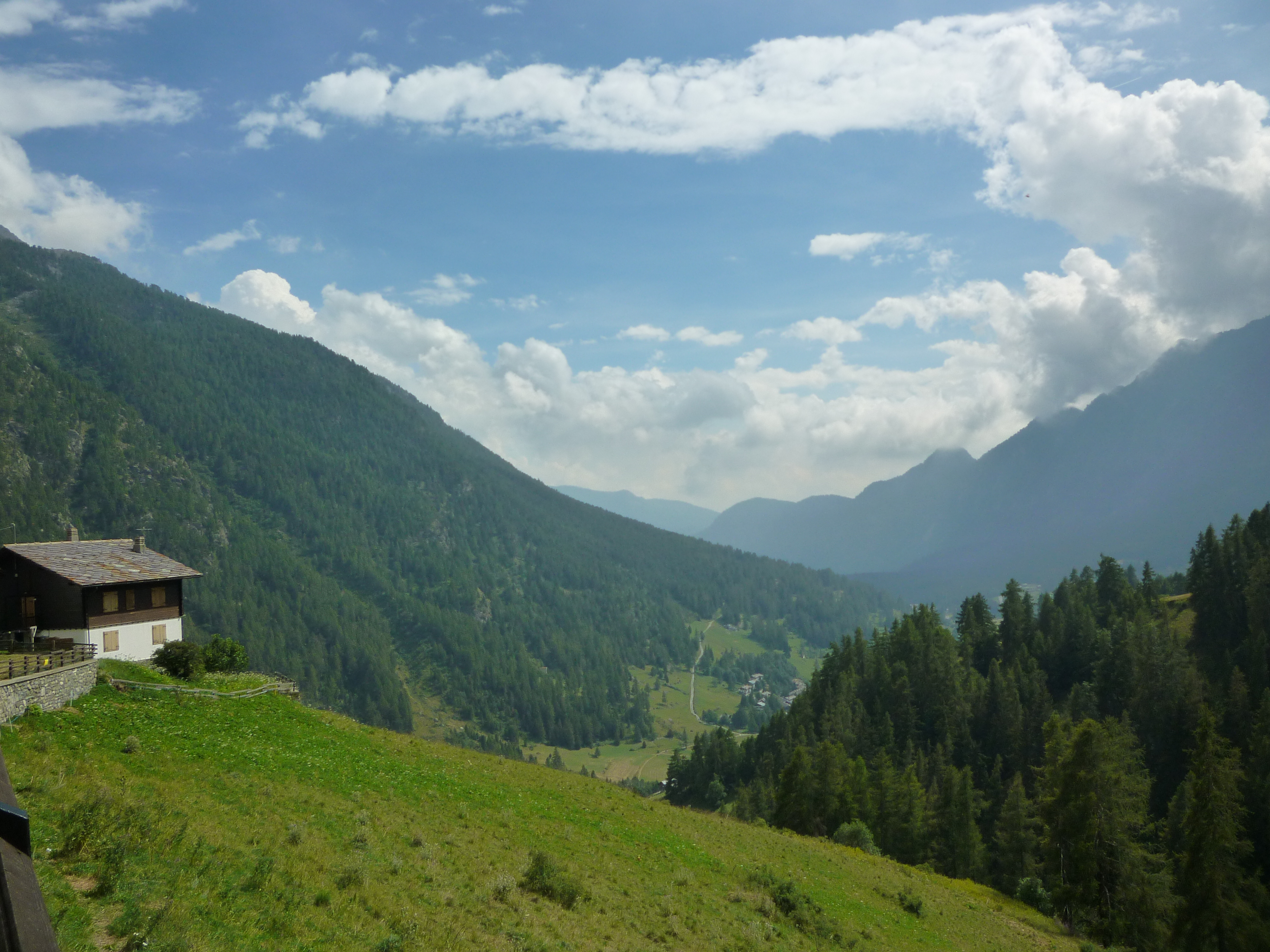
Panorama dell'alta val d'Ayas dal villaggio Bisous
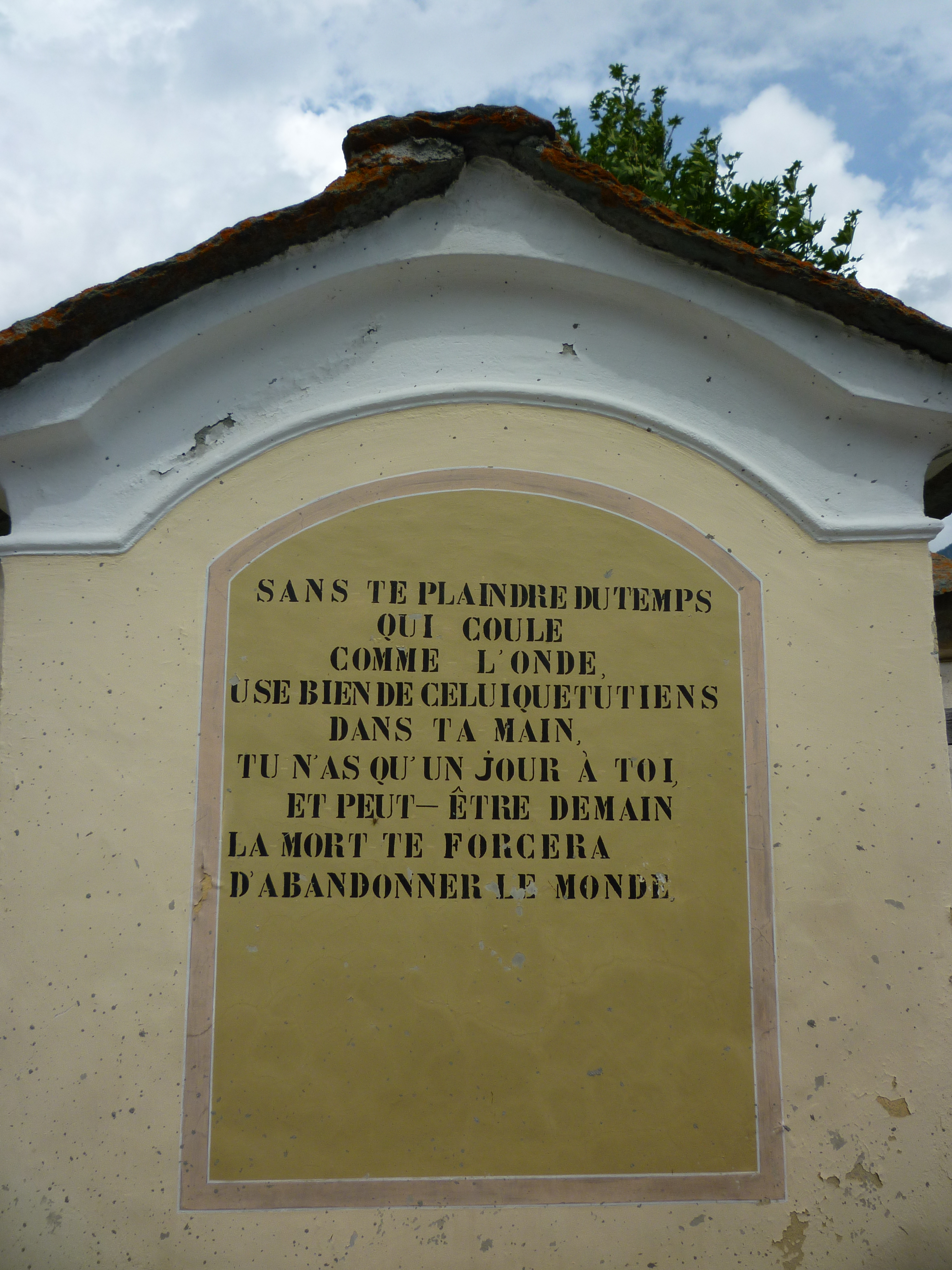
Iscrizione all'entrata del cimitero di Antagnod